# Josef Bühler
Josef Bühler (ur. 16 lutego 1904 w Bad Waldsee, zm. 22 sierpnia 1948 w Krakowie) – niemiecki zbrodniarz hitlerowski, sekretarz stanu w nieuznawanym międzynarodowo rządzie Generalnego Gubernatorstwa i zastępca Hansa Franka.

## Życiorys

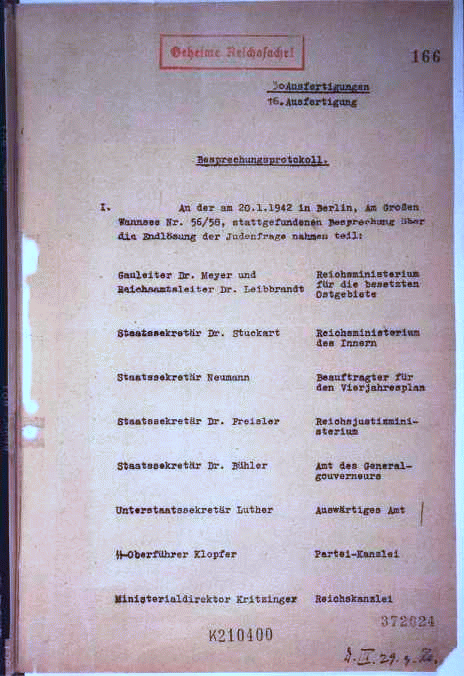
Strona protokołu z listą uczestników Konferencji w Wannsee z nazwiskiem Buhlera

Pracował w zawodzie prawniczym z Hansem Frankiem, który wówczas był adwokatem Hitlera. Właśnie za namową Franka Bühler wstąpił do NSDAP w 1932, a później został wiceprezydentem Akademii Prawa Niemieckiego.
Po wybuchu II wojny światowej i utworzeniu Generalnego Gubernatorstwa (GG) z okupowanych ziem II Rzeczypospolitej, Frank powołał Bühlera na stanowisko szefa swojego biura. W maju 1940 został sekretarzem stanu (premierem rządu GG (Leiter der Regierung des Generalgouvernements)) i zastępcą Franka, na stanowisku  Generalnego Gubernatora. To stanowisko  Bühler sprawował do końca okupacji, będąc wiernym wspólnikiem Franka w prześladowaniach ludności polskiej. Współodpowiedzialny za niszczenie i grabienie mienia i kultury narodu polskiego i za deportacje na roboty przymusowe do III Rzeszy, a także politykę eksterminacyjną. Bühler otrzymał od Himmlera honorowy tytuł SS-Brigadeführera.
20 stycznia 1942 brał udział w  Konferencji w Wannsee jako reprezentant rządu Generalnego Gubernatorstwa. Podczas spotkania, na którym prominentni działacze nazistowscy omawiali Endlösung der Judenfrage (eksterminację Żydów europejskich), Bühler domagał się jak najszybszego rozwiązania kwestii żydowskiej na terenie GG.

### Okres powojenny
Po wojnie schwytany przez aliantów i wydany władzom polskim. Następnie oskarżony w ostatnim procesie zbrodniarzy hitlerowskich przed Najwyższym Trybunałem Narodowym. Proces Bühlera toczył się w Krakowie od 17 czerwca do 10 lipca 1948. Został skazany za udział w zbrodniach na narodzie polskim na śmierć. W procesie tym Trybunał uznał kierowany przez niego rząd Generalnego Gubernatorstwa za organizację przestępczą. Wyrok wykonano przez powieszenie 22 sierpnia 1948 w więzieniu Montelupich w Krakowie.